# Autokefaliczny Kościół Prawosławny w Generalnej Guberni
Autokefaliczny Kościół Prawosławny w Generalnej Guberni – autokefaliczny Kościół prawosławny istniejący od września 1940 do likwidacji Generalnego Gubernatorstwa.
Po agresji hitlerowskiej na Polskę we wrześniu 1939 i podziale ziem polskich między okupantów niemieckich i radzieckich ogromnej zmianie uległa sytuacja Polskiego Autokefalicznego Kościoła Prawosławnego. Na terytorium Generalnego Gubernatorstwa w momencie jego utworzenia przebywało dwóch hierarchów PAKP – metropolita warszawski i całej Polski Dionizy (Waledyński) oraz biskup lubelski Tymoteusz (Szretter). Metropolita Dionizy, kanoniczny zwierzchnik PAKP, pod presją władz okupacyjnych zrzekł się zarządu diecezji warszawsko-chełmskiej i przekazał go arcybiskupowi berlińskiemu i niemieckiemu Serafinowi (Lade). Kierował on strukturami prawosławnymi w GG do 23 września 1940, gdy metropolita Dionizy złożył na ręce generalnego gubernatora Hansa Franka deklarację lojalności i otrzymał zgodę na objęcie kierownictwa w Kościele prawosławnym na terytorium GG. Hierarcha ogłosił wówczas powstanie Autokefalicznego Kościoła Prawosławnego w Generalnej Guberni, z siedzibą zwierzchnika w Warszawie.
Sobór biskupów nowo powołanej struktury miał miejsce 30 września 1940. Udział w nim wzięli metropolita Dionizy oraz biskup Tymoteusz, którzy zdecydowali o podzieleniu Kościoła na trzy diecezje: warszawsko-radomską, chełmsko-podlaską oraz krakowsko-łemkowską. Zarząd pierwszej z nich objął metropolita. Na pozostałe katedry wyznaczono ukraińskich działaczy narodowych, którzy złożyli śluby zakonne: Hilariona (Ohijenkę) oraz Palladiusza (Widybidę-Rudenkę). Kandydaci na duchownych Kościoła mieli kształcić się w seminariach duchownych w Warszawie i w Chełmie (pierwsze działało od 1942 do 1944, drugie – od 1943 do 1944).
Metropolita Dionizy (Waledyński) był przekonany o tym, iż państwo polskie zostało w II wojnie światowej ostatecznie pokonane i już się nie odrodzi, co skłoniło go do poparcia ukraińskich kół narodowych i nadania Autokefalicznemu Kościołowi Prawosławnemu w Generalnej Guberni charakteru ukraińskiego. Język ukraiński był wprowadzany do nabożeństw, prasy i literatury cerkiewnej oraz do kontaktów hierarchii z wiernymi. Największe postępy ukrainizacji odnotowano na terenie diecezji chełmsko-podlaskiej, kierowanej przez jej głównego orędownika – arcybiskupa, zaś od 1944 metropolitę Hilariona. W pozostałych diecezjach, z powodu mniejszej liczby Ukraińców, polityka ta wprowadzana była z mniejszym sukcesem. W ramach polityki ukrainizacji zasiadający w Synodzie biskupi Hilarion i Palladiusz skutecznie blokowali (wbrew sugestiom metropolity Dionizego) wyświęcanie nowych biskupów narodowości innych niż ukraińska – w ten sposób odrzucono kandydatury archimandrytów Mitrofana (Gutowskiego) i Teofana (Protasiewicza).
Według danych z 1941 Kościół sprawował opiekę duszpasterską nad 242 200 osobami (z czego 227 300 deklarowało narodowość ukraińską). Prowadził co najmniej 219 parafii, z czego jedną – w rycie zachodnim. 
Pragnąc uchronić wyznawców prawosławia przed represjami ze strony władz nazistowskich, hierarchia Autokefalicznego Kościoła Prawosławnego w Generalnej Guberni zachowywała pełną lojalność wobec okupantów. Na żądanie władz niemieckich zwierzchnik Kościoła wydał odezwy wzywające mieszkańców GG do wyjazdu na roboty do Rzeszy oraz popierające III Rzeszę w wojnie ze Związkiem Radzieckim.
W marcu 1944 metropolita Hilarion oraz arcybiskup Palladiusz apelowali do władz okupacyjnych o zgodę na zmianę nazwy Kościoła na Ukraiński Autokefaliczny Kościół Prawosławny, której nie otrzymali. Już w tym samym roku, z powodu ofensywy wojsk radzieckich, która zmusiła Niemców do wycofania się z obszaru GG, dalsza działalność Autokefalicznego Kościoła Prawosławnego w Generalnej Guberni stała się niemożliwa.